# Bezzia insolita
Bezzia insolita är en tvåvingeart som beskrevs av Meillon och Wirth 1983. Bezzia insolita ingår i släktet Bezzia och familjen svidknott. Inga underarter finns listade i Catalogue of Life.